# Роджерс, Джим
Джеймс Билэнд Роджерс младший (англ. James Beeland "Jim" Rogers, Jr.; род. 19 октября 1942, Балтимор, штат Мэриленд) — американский инвестор, путешественник, писатель
. 

## Биография
Детство прошло в Демополисе, Алабама. В 1964 году окончил Йельский университет (изучал историю) со степенью бакалавра и начал работать в компании Dominick & Dominick. В 1966 году получил степень бакалавра в Баллиол-колледже Оксфордского университета, где изучал философию, политику и экономику.
В 1966—1968 служил в армии.
С 1970 года работал в инвестиционном банке Arnhold and S. Bleichroder одновременно с Джорджем Соросом. В 1973 Сорос и Роджерс основали хедж-фонд Quantum. Сорос был старшим партнером, Роджерс до ухода в отставку в 1980 году — младшим. Фонд осуществлял спекулятивные операции с ценными бумагами, валютами, биржевыми товарами и добился большого успеха. Разделение труда по управлению фондом между Соросом и Роджерсом заключалось в том, что Роджерс проделывал основную часть аналитической работы, но решения о том, когда заключать сделки, принимал Сорос. За время совместной работы с 1970 по 1980 год, Сорос и Роджерс ни разу не терпели убытков. По утверждению Сороса они расстались из-за того, что Роджерс был нетерпим к критике вновь принимаемых по мере роста фонда сотрудников, которых обучал с нуля.
Инвестиционная деятельность Роджерса после ухода из фонда связана с управлением собственным капиталом. Преподавал финансы в Школе бизнеса Колумбийского университета, участвовал в создании телевизионных передач на бизнес-каналах.
Джим Роджерс известен на мировых финансовых рынках не как спекулянт, а именно как инвестор. То есть он настроен на долгосрочные сделки длительностью 10-15 лет
В 1990 году отправился в путешествие, во время которого анализировал происходящее вокруг, взгляд на многие страны изнутри стал дополнительным источником инвестиционных идей. Он проехал на мотоцикле более 91 766 км по дорогам 6 континентов, путешествие вошло в книгу рекордов Гиннесса и дало материал для первой книги Роджерса «Investment Biker: Around the World with Jim Rogers».
В январе 1999 года вместе со своей третьей женой отправился в новое путешествие, также вошедшее в книгу рекордов Гиннесса — за 3 года, на специально модифицированном для этой цели мерседесе, они проехали 245 000 км по 111 странам. После возвращения издал книгу об этой поездке — «The Ultimate Road Trip: Adventure Capitalist».
C 2000 года состоит в третьем браке. Две дочери (2003 и 2008 годов рождения), им посвятил свою книгу «A Gift to My Children: A Father’s Lessons For Life And Investing».
С 2007 года живёт в Сингапуре, обосновывает это решение перспективностью Азии (в первую очередь Китая, которому посвящена его книга «A Bull in China: Investing Profitably in the World’s Greatest Market») с точки зрения экономического развития.
С 2012 года Джим Роджерс начал позитивно смотреть на экономическое будущее России.
В сентябре 2012 назначен инвестиционным консультантом направления агробизнеса, входящего в управление прямых инвестиций ВТБ Капитал.
С 2014 года начал активно инвестировать в российские активы, первые по-настоящему крупные сделки совершил в марте, когда резко обострилась геополитическая ситуация вокруг Украины, а Запад ввел первые санкции.
В России он владеет долями в «Аэрофлоте», Московской бирже и производителе удобрений «Фосагро». 16 сентября 2014 г. на внеочередном собрании акционеров ОАО «Фосагро» был избран членом совета директоров в качестве независимого директора.
В апреле 2015 года, Джим Роджерс рекомендовал инвестировать в рубли и российский фондовый рынок. При этом назвал недальновидными вложения в доллары США, евро же по мнению инвестора, не выживет в ближайшие 5 лет.
Состояние Джима Роджерса оценивается в 300 миллионов долларов, 2018 год.

## Книги Роджерса
- Investment Biker: Around the World with Jim Rogers. 1994 — ISBN 1-55850-529-6
- Adventure Capitalist: The Ultimate Road Trip. 2003 — ISBN 0-375-50912-7
- Hot Commodities: How Anyone Can Invest Profitably in the World’s Best Market. 2004 — ISBN 1-4000-6337-X
  - Товарные биржи. Самые горячие рынки в мире. — Олимп-Бизнес, 2008.
- A Bull in China: Investing Profitably in the World’s Greatest Market. 2007 — ISBN 1-4000-6616-6
- A Gift to My Children: A Father’s Lessons For Life And Investing. 2009 — ISBN 1-4000-6754-5
  - Сделайте ваших детей успешными. — Манн, Иванов и Фербер, 2013.
- Street Smarts: Adventures on the Road and in the Markets. 2013 — ISBN 0-307-98607-1
  - Будущее глазами одного из самых влиятельных инвесторов в мире. — Манн, Иванов и Фербер, 2013.